# Heřmaň, České Budějovice
Heřmaň là một làng thuộc huyện České Budějovice, vùng Jihočeský, Cộng hòa Séc.